# Гулевич Семен Дмитрович
Семен Дмитрович Гулевич (10 травня 1927, Верхні Торгаї, Нижньосірогозький район, Херсонська область або Дмитрієвськ, Сталінська округа — 2004, Запоріжжя, Україна) — український радянський футболіст, захисник або півзахисник.

## Біографія
Був третьою дитиною в родині Дмитра Семеновича і Марфи Семенівни Гулевичів. Вони мешкали у Запоріжжі, Мелітополі, селі Верхні Торгаї Херсонської області. 1935 року Гулевичі переїхали до Асканії-Нова. На новому місці батько, учасник Першої світової у складі військового оркестру, працював слюсарем. Кожної неділі, грав у селищному оркестрі на території асканійського парку на скрипці або кларнеті. Мама працювала завгоспом на туристичній базі Асканії-Нова.
До війни Семен Гулевич закінчив вісім класів. Під час окупації його відправили на примусові роботи до Німеччини. Після повернення захоплювався ілюзіонізмом; був надзвичайно артистичним, пластичним, багато уваги приділяв фізичній підготовці. 1948 року переїхав до Херсону, почав виступати за футбольну команду «Спартак». Наступного сезону став переможцем чемпіонату СРСР серед дублерів у складі київського «Динамо». Того року дебютував і в основі, провів п'ять лігових матчів і три — у кубку СРСР. 1951 року був основним захисником клубу (разом з Георгієм Лавером і Миколою Горбуновим).
Своєю грою привернув увагу тренерів московського «Спартака» і початок сезону-51 провів у дублі цього клубу. Незабаром повернувся ло Києва, але до складу команди Будинку офіцерів. 1953 року всі армійські футбольні клуби були зняті з розіграшу першості і Гулевич перейшов до дніпропетровського «Металурга». Наступного року його команда грала в півфіналі кубка СРСР проти єреванського «Спартака». З 1956 року захищав кольори «Хіміка» (Дніпродзержинськ), з яким виступав — у першому сезоні — серед колективів фізичної культури, і ще три — серед команд майстрів класу «Б». Всього в елітній лізі радянського футболу провів 35 матчів, у другому дивізіоні — 167. Після завершення ігрової кар'єри мешкав у Запоріжжі.